# Покровски манастир
Покровският манастир в Киев е православен метох в Киевската епархия на Украинската православна църква (Московска патриаршия). Варианти на името – Киевско-Покровски манастир, манастир Покров на Божията майка. Оригиналното име е Киевският женски общожителен манастир. Намира се на адрес: Киев, улица „Бехтеревска“, 15.
Основан на 11 януари 1889 г. от великата херцогиня Александра Петровна Романова (родена Александър-Фридрих-Вилхелмина Олденбургска, монашеско име – Анастасия), която по-късно става игуменка. Тук са положени основите на домашна църква, където според легендата, чрез молитва пред изображението – копие на Почаевската икона на Божията майка, Александра Петровна получава изцеление и приема пострижение с името на Анастасия.

## История
През 1881 г. великата херцогиня Александра Петровна напуска Петербург и се установява в Киев, където започва да реализира идеята си за създаване на монашеска общност. Общността е замислена от нея не само като женски манастир, но и като лечебно заведение за бедните, в което монахините и послушниците на манастира ще изпълняват ролята на младши медицински персонал. Великата херцогиня успява да реализира плана си, като дарява всичките си средства на новия манастир (част от средствата са дарени и от нейното семейство). За около 20 години (1889 – 1911) на територията на манастира са построени около 30 сгради – църкви, енорийско училище с общежитие, сгради за сестри, работилници за бродерия и иконопис, гостилница. Построени са и лечебни заведения – безплатна болница с терапевтични и хирургични отделения, приют за слепи и немощни, амбулатория, аптека с безплатно отпускане на лекарства. Николай Викторович Соломка е назначен за главен лекар на манастирската болница, и става главен помощник на великата херцогиня Александра Петровна, активно попълвайки манастирските болници със съвременно оборудване (първият рентгенов апарат в Киев (и в Русия) се появява в манастирската болница).
През първото десетилетие (1893 – 1903), болницата се използва от 5020 пациента, над пет милиона лекарства се отпускат безплатно, а в хирургичното отделение са извършени 2298 операции. Често самата велика херцогиня помага на хирурзите по време на операциите. В края на 19 век за сметка на царското семейство са построени нови сгради на терапевтичната болница и поликлиника, след което броят на приетите пациенти се увеличава до 500 души на ден. Великата херцогиня Александра Петровна умира в манастира на 13 април 1900 г., но изпълнението на плановете ѝ продължава и след смъртта ѝ.
Проектирането и изграждането на манастира е извършено от Владимир Николаевич Николаев (1847 – 1911), епархийски архитект на Киев (по-късно архитект на Киевско-Печерската лавра). Покровската църква и Николската катедрала, чийто проект е изготвен от сина на великата херцогиня, Пьотър Николаевич, са построени от Николаев в псевдоруски стил. Строежът на катедралата започва на 21 август 1896 година. Първият камък е положен от император Николай II, вторият – от императрица Александра Федоровна, третият – от великата херцогиня Александра Петровна. Катедралата е построена със средства, отпуснати от киевския благодетел Николай Артемиевич Терешченко. Строителството продължава 15 години. На 9 май 1911 г. Чигиринският епископ Павел (Преображенски) освещава главния престол. В днешно време катедралата има два етажа и шест престола.
През 1925 г. манастирът е затворен; отворен е отново след окупацията на Киев от германски войски, през есента на 1941 г. – по молба на монахиня Епистимия (Самойленко) и със съдействието на архиепископ Антоний (Абашидзе), който тогава живее в Киев. Лвовският епископ Пантелеймон (Рудик), който пристига в Киев на 18 декември 1941 г. като епархийски архиерей, прави манастира своя временна резиденция. През 1943 г., когато фронтът се приближава до Киев, сестрите на манастира отказват да се евакуират и прекарват 40 дни в обсадно състояние в долната църква на катедралата.
През 1943 – 1945 г., с благословията на игумена Архелай, на територията на манастира работи болница, а през 1945 – 1948 г. – лазарет. Комитетът, отговарящ за ремонта на силно повредената катедрала на манастира, се оглавява от сестрата на патриарх Алексий (Симански), монахиня Ефросиния (Погожева); вътрешното обновяване на катедралата е завършено през май 1949 г., когато главният олтар е осветен в чест на Николай Чудотворец. Отвън обаче тя остава, както когато манастирът е затворен: куполите на катедралата, разрушени през 20-те години на миналия век, не са възстановени от комунистическите власти. Катедралата възвръща първоначалния си вид едва в периода 2006 – 2010 г.
През 1981 г. катедралата пострадва от пожар, който започва от мълния на покрива ѝ. Огънят не проникнва вътре в храма, но когато е потушен, водата вече силно е повредила мазилките по стените.
През 90-те години, по чертежи, съхранявани в градския архив, дървената Покровска църква е преустроена в каменна и боядисана отвътре, куполите ѝ са възстановени. Освещаването на храма е извършено през май 1999 г.

## Галерия
- Покровската църква
- Територията на манастира
- Изглед
- Гробът на Св. Анастасия Киевска
- Иконостас
- Икона на Богородица
- Живопис на територията на манастира
- Бронзови врати